# Bioregional
Bioregional, initialement BioRegional Development Group (littéralement, « Groupe pour le développement biorégional »), est un groupe entreprenarial et une Association caritative créé en 1992 dans la dynamique du Sommet de la Terre de Rio, avec comme objectif principal de développer et inventer des solutions pratiques pour soutenir la soutenabilité de la vie des êtres humains sur la planète Terre, autour d'une vision , proche du  Bioregionalisme, plus populaire en Amérique du Nord, mais avec une approche plus économique et commerciale. 
Cette ONG a été fondée sur l'hypothèse que la surexploitation des ressources naturelles explique la dégradation générale de l'environnement, et que le développement de solutions permettant de mieux vivre à partir de ressources locales permettrait un développement plus soutenable et durable.

## Histoire
L'ONG Bioregional a été créée en 1992 par Sue Riddlestone et Pooran Desai, et a commencé à vivre dans le Sutton Ecology Centre en soutenant des projets de développement local, notamment basés sur une économie circulaire à Londres et dans le Surrey et en relançant la production de lavande à Mitcham et Carshalton. Elle a aussi soutenu la conversion de déchets ménagers en biomasse énergétiquement valorisée (Projet "Croydon's TreeStation"), et établi la  « BioRegional Charcoal Company Ltd » qui a aidé à l'émergence d'un réseau locald e production de charbon de bois, capable de fournir des filières nationales de vente. Ces projets reflètent aussi le souci de créer des réseaux sociaux et responsables investissant sur la valorisation durable de ressources locales. 
L'ONG s'est développée durant les années 1990, et avec le projet BedZED a commencé à être un interlocuteur reconnu à Hackbridge, dans le Borough londonien de Sutton. 
À partir de l'expérience de BedZED elle s'est associée à One Planet Living et au WWF en renforçant son intérêt pour la défense de l'environnement (climat, biodiversité), en plus du biorégionalisme qui était initialement la priorité de l'ONG. 
Vers 2008, une communauté "One Planet Living communities" s'est construite à Brighton.
En 2009, Bioregional dispose d'une quarantaine d'équipes à Londres et dans des offices à l'étranger (Chine, Canada, Afrique du Sud, Kenya, Grèce, Mexique et Australie.
En 2005, Bioregional North America est une ONG affiliée, qui a comme objectif de favoriser le changement de comportement et de promouvoir des modèles collaboratifs de consommation durable associant les occupants de bâtiments neufs ou anciens au travers les États-Unis et au Canada

## Projets majeurs en cours
- L'ONG œuvre à la création d'une communauté One Planet Living sur chaque continent pour tester, démontrer et améliorer sa vision [8] ;
- B&Q One Planet Home, élabore un plan d'action pour le développement durable dans le commerce de détail ;
- The Laundry, (La blanchisserie) est une expérience de développement local et d'économie circulaire et en filière courte) pour de petites « entreprises sociales » dans le centre de Londres ;
- One Planet Products, un club d'achat durable de matériaux de construction ;
- HomeGrown charbon, produit par et pour un réseau décentralisé de charbonniers, afin de réduire leurs émissions de CO2 dues au transport de 90% ;
- HomeGrown Charcoal, un réseau décentralisé et local de production de charbon de bois, minimisant les émissions de CO2 de cette filière
- Bioregional MiniMills, qui développe et diffuse des technologies pour à nouveau (cette méthode existait au XXe siècle) produire de la pâte à papier à partir de paille et récupérer de l'énergie à partir d'effluents en économisant environ 90 % de CO2 par rapport aux méthodes classiques ;
- Le Programme EcoConcierge (développé par Bioregional-Amérique du Nord), qui favorise une vie plus saine, à faible empreinte carbone et plus facile pour les occupants d'un quartier ou bâtiment par une offre de services locaux, la construction d'un capital social, l'écoconception, la consommation collaborative, et un marketing social communautaire.
- évaluation et amélioration de la soutenabilité du projet français de complexe touristique de grande envergure dit Villages Nature, dont la première pierre a été posée mi-décembre 2014 par le Premier ministre Manuel Valls à Villeneuve-le-Comte en Seine-et-Marne, dans le cadre d'un PPP porté par Euro Disney et Pierre et Vacances.

## Projets passés

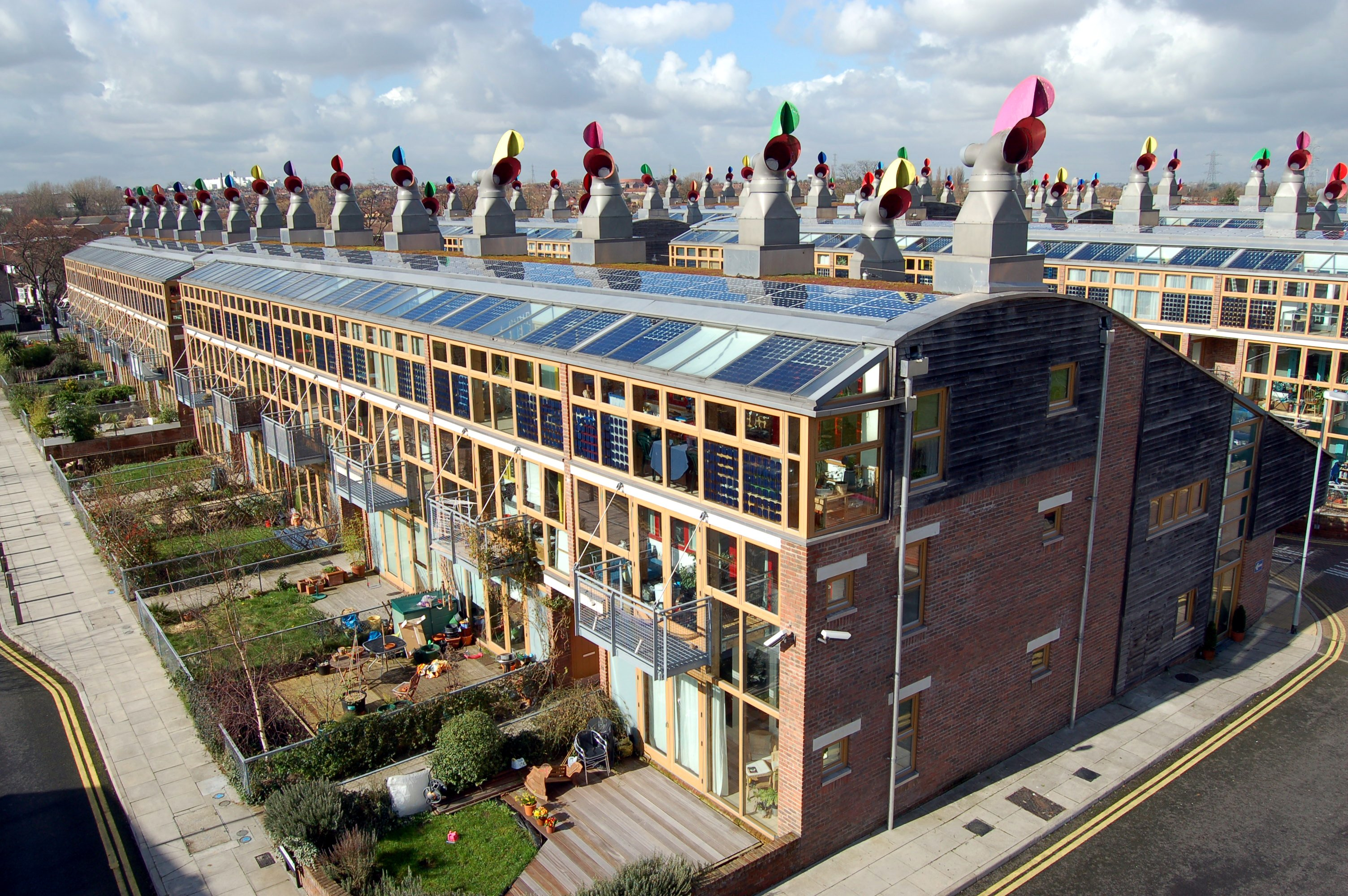
BedZED

- BedZED, le plus grand et le plus connus des écoquartiers du Royaume-Uni, devenu une référence internationale ;
- Un projet sur l'intégration de la soutenabilité dans les Jeux olympiques d'été de 2012 de Londres[9]
- Reviving local lavender (Renaissance de la production de lavande à Carshalton et Mitcham)
- Croydon TreeStation, projet encourageant une gestion durable des forêts urbaines pour produire de la biomasse-énergie

...

## Livres & guides
L'ONG est aussi éditrice, avec par exemple :
- One Planet Communities: A Real Life Guide to Sustainable Living (2009) ;  (ISBN 978-0-470-71546-8)
- One Planet Living: A Guide To Enjoying Life On Our One Planet" (2006) ;  (ISBN 978-1-901970-85-2)
- Bioregional Solutions: For Living on One Planet (Schumacher Briefings)" (2002) ;  (ISBN 978-1-903998-07-6)

## Reconnaissance, récompenses
- 2011 - les deux fondateurs de Bioregional's (Sue Riddlestone and Pooran Desai) sont nommés "socio-entrepreneurs" de l'année au forum de Davos par la Fondation Schwab pour l'entreprenariat social[10] ;
- 2009 - les deux fondateurs se voient attribué le prix du Skoll Social Entrepreneur[11] ;
- Février 2008	- le prix "City of London Corporation’s Sustainable City Awards " récompense le travail de l'ONG dans le domaine de la soutenabilité (pour One Planet Products) ;
- Novembre 2007 - Bioregional Consulting reçoit le prix "Sustainable Consultant of the year", décerné par le Building magazine awards ;
- Juin 2007 - Le prix "Observer ethical awards" et décerné au projet Bioregional MiniMills, "Invention de l'année"[12] ;
- Juin 2007 - Le prix  "Observer ethical awards" récompense le projet "Carshalton Lavender" comme Projet de conservation de l'année ;
- Mai 2006 - l'Ashden Award récompense le projet d'énergie soutenable "Croydon TreeStation"[13] ;
- Juin 2005 - l'ONG reçoit le "Banksia Award" ;
- Juin 2004 - le prix "Home Grown Cereals Association Enterprise" Award récompense le projet Bioregional MiniMills
- 2003 - l'Ashden Award récompense Zed into the Mainstream project ;
- Novembre 2002 - le "National Recycling Awards" récompense le projet  "Local Paper for London" (Meilleur partenariat d'un projet de recyclage) ;
- Janvier 2002 - le prix "Asian Innovation" (Far Eastern Economic Review) récompense le projet Bioregional MiniMills ;
- Février 2001 - le prix "National Grid Local Agenda 21" est attribué à l'ONG pour les bénéfices environnementaux et économiques du projet  "Local Lavender" ;
- 1997 - "Bioregional Charcoal Company" est retenu comme l'un des 8 exemples de bonnes pratiques en matière de développement soutenable lors du sommet de la Terre n°2 à New York ;
- 1996	Le prix "MAFF Science into Practice " récompense le projet "Bioregional Charcoal Company"
- 1996 - "Securicor Small Business Innovatio Regional Award"  va également au projet "Bioregional Charcoal Company" ;
- 1995 - le prix "Rural Issue Award", donné par la commission du développement rural va au projet "Bioregional Charcoal Company enterprise" ;
- 1995 - le prix "Lord Mayor of London Dragon Award" est également attribué au projet "Bioregional Charcoal Company".

### Vidéo clips
- Bioregional sur YouTube ]
- Interview de Pooran Desai, foundateur de One Planet Living (video)
- Journée (One Day Event) organisée par Bioregional/One Planet, (Video)]